# Новогригоровка (Веселиновский район)
Новогриго́ровка (укр. Новогригорівка) — село в Веселиновском районе Николаевской области Украины.
Основано в 1946 году. Население по переписи 2001 года составляло 56 человек. Почтовый индекс — 57043. Телефонный код — 5163. Занимает площадь 0,394 км².

## Местный совет
57040, Николаевская область, Веселиновский р-н, с. Подолье, ул. Центральная, 22